# Valentin Le Campion
Valentin Le Campion, né Valentin Nikolaievitch (Ivanovich) Bitt ((ru) Валентин Николаевич (Иванович) Битт) le 26 septembre 1903 à Moscou et mort le 25 octobre 1952 au Plessis-Robinson, est un graveur sur bois et un illustrateur français.

## Biographie
Né à Moscou le 26 septembre 1903 dans une famille de musiciens célèbres, Valentin débute en 1920 à l’École d’Arts de Fedor Rerberg (1865-1938), puis s’inscrit aux Vkhoutemas, les studios d’État des techniques artistiques, où Wladimir Favorsky lui enseigne l’art de la gravure sur bois, mais dont il est expulsé en 1923. Il devient ensuite l'élève d'Aleksei Ilyich Kravchenko (en). Il quitte la Russie en 1927 pour échapper au régime soviétique. Sa grand-mère maternelle étant française, née Campion, il gagne Paris où il entre à l’école des Beaux-Arts et complète sa formation auprès de Stéphane Pannemaker. Il prend le nom de sa grand-mère en 1929, se marie avec Jane Chouillet et a trois enfants. Il meurt jeune en 1952 après une brève maladie.

## Œuvre
Il commence à graver des ex-libris dès 1920 en Russie dont il subsiste quelques réalisations de cette période conservées à Saint-Pétersbourg.
En France, il illustre des ouvrages de collections populaires comme Le Livre de demain chez Fayard et Le Livre moderne illustré chez Ferenczi. Parallèlement, il se tourne également vers des éditions plus luxueuses de textes littéraires, ainsi un Théâtre de Racine. L'édition illustrée de Les dieux ont soif d’Anatole France et ses 137 bois gravés parue aux Éditions littéraires de France en 1946 est une œuvre marquante.
Prisé par le milieu des médecins collectionneurs, il continue à dessiner des ex-libris dont on compte au moins 144 types connus. Il utilise parfois le nom de Bitt.

## Postérité
Grâce au don de sa veuve, la Bibliothèque nationale de France  conserve plus de 500 gravures de Valentin Le Campion et le Musée de l'Ermitage à Saint-Pétersbourg détient également une collection équivalente.
Des expositions lui ont été consacrées : au Plessis-Robinson en 2012 et à la Bibliothèque universitaire de Caen en 2014.
Un article de la revue Art et Métiers du livre est dédié à Valentin Le Campion. Sa fille, Marie-Hélène Le Campion, lui a consacré un livre.